# Parcuri din Oradea

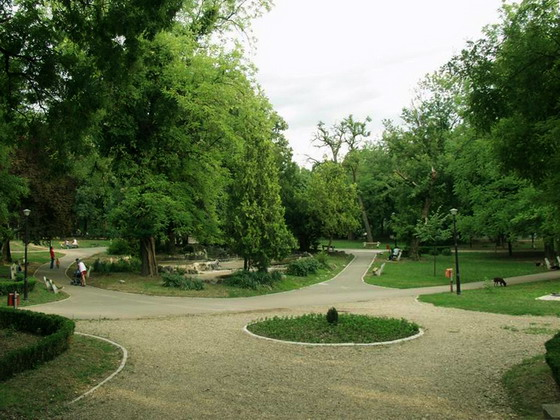
Parcul Petőfi

În secolul XIX, industria din Oradea era incomparabil mai mică decât cea din zilele noastre; cu toate acestea poluarea era mult mai mare decât în prezent, datorită folosirii masive a cărbunelui pentru producerea energiei. Astfel necesitatea existenței unor vaste spații verzi s-a făcut simțită tot mai mult, ca un mijloc de a contrabalansa efectele negative ale unei industrializări puternice.
Primele parcuri s-au înființat pe vastele spații lipsite de clădiri din jurul Cetății, terenuri ce în Evul Mediu au fost folosite în strategia de apărare. Astfel a apărut Piața Mare, acum Piața 1 Decembrie, unde - odată pe săptămână - se ținea târgul de vite și care, prin anii ’50, a fost transformată într-un vast parc, sub denumirea de Parcul 23 August.
În secolul XIX, cu destinația specială de spațiu verde și de recreere, s-au amenajat două parcuri mai importante, Grădina Rhédey (o parte din Gradina Zoologica de acum impreuna cu Parcul Balcescu) și Gradina Schlauch - actualul Parc Petőfi, care a făcut parte dintr-un vast spațiu verde din jurul Complexului Baroc.
La începutul secolului XX, pe terenul mlăștinos de pe malul drept al Crișului Repede până sub Dealuri Oradiei, s-a amenajat Gradina Bunyitai (dupa istoricul Bunyitai Vince), numit in perioada comunista Parcul Muncitoresc, acum Parcul Ion C. Brătianu, fiind cel mai mare parc al orașului, sub care există câteva izvoare de apă termală ce alimentează Ștrandul Municipal din apropiere. Pe același mal, pe lângă strada Libertății din centrul istoric s-a amenajat un parc, ce a purtat în perioada dualistă numele de Parc Milenar, iar în perioada interbelică numele lui Mihai Eminescu.
Pe lângă micile și marile spații verzi din cartierele rezidențiale ale orașului, există și câteva zone de promenadă în cartierele vechi și centrale, printre care:
- Parcul Libertății, lângă zona de luncă a Crișului Repede
- Parcul Rhédey - astăzi, acest parc se suprapune cu Grădina Zoologică și cu Parcul N. Bălcescu.
- Parcul Traian - în jurul parcului se găsesc Tribunalul, Penitenciarul, Sediul Poliției, Baroul Bihor, Banca Națională a României.
- Parcul 22 Decembrie
- Parcul Țăranilor
- Parcul Petőfi
- Parcul Palatului Baroc (a Episcopiei romano-catolice maghiare)
- Parcul Dendrologic Cetate
- Parcul Universității, un parc dendrologic din campusul universitar
- Parcul Olosig (pe teritoriul fostului cimitir Olosig)
- Parcul Seleuș
- Parcul Calvaria (Dealul Ciuperca)

Cele mai importante scuaruri și zone de promenadă sunt:
- Piața Unirii
- Piața Independenței
- Piața Ferdinand
- Piața Magnoliei
- Piața Ghioceilor
- Piața Ignație Darabanț
- Splaiul Crișanei (Arena Antonio Alexe)
- Orășelul Copiilor - cel mai modern parc pentru copii din vestul României